# Kućni ljubimci (emisija)
Kućni ljubimci televizijska je emisija o kućnim ljubimcima, prikazivana na TVZ-u/HTV-u 1990. – 2015. Nastala u vanjskoj produkciji, na programu Z3 pokrenuo ju je autor, urednik i voditelj Antun Ponoš pod nazivom Pomozi mi. Od kraja 2015. na Mreži TV te u ponudi kabelskog operatera B.net i na internetskom kanalu. U magazinskoj formi, uz kontakt s gledateljima, obrađuje teme povezane s kućnim ljubimcima, pomaže u njihovu udomljavanju te informira i savjetuje vlasnike i ljubitelje. U 25 godina emitiranja uz pomoć gledatelja zbrinuto je više od 100 000 životinja.

## Vanjske poveznice
- Službena stranica  Arhivirana inačica izvorne stranice od 4. svibnja 2021. (Wayback Machine)
- Kućni ljubimci na Mojtv.hr
- Kućni ljubimci na tvprofil.hr